# La Puebla de Montalbán
La Puebla de Montalbán är en ort i Spanien.   Den ligger i provinsen Toledo och regionen Kastilien-La Mancha, i den centrala delen av landet, 80 km sydväst om huvudstaden Madrid. La Puebla de Montalbán ligger 490 meter över havet och antalet invånare är 7 695.
Terrängen runt La Puebla de Montalbán är huvudsakligen platt, men åt sydost är den kuperad. Runt La Puebla de Montalbán är det ganska glesbefolkat, med 48 invånare per kvadratkilometer. Närmaste större samhälle är Torrijos, 14,7 km norr om La Puebla de Montalbán. Trakten runt La Puebla de Montalbán består till största delen av jordbruksmark.